# مؤسسه ملی فناوری و استانداردها
مؤسسه ملی فناوری و استانداردها (به انگلیسی: National Institute of Standards and Technology) با سرواژه NIST بنیان‌گذاری‌شده در ۱۹۰۱ نام یک آژانس غیر نظارتی و آزمایشگاه علوم فیزیک در ایالات متحده آمریکا است. NIST مسئول وضع استانداردها و روش‌ها – مانند کمینه نیازمندی‌ها – برای امنیت اطلاعات همه عملیات و دارایی‌های سازمان‌های ایالات متحده آمریکا است. البته استانداردهایی که این سازمان وضع می‌کند در سامانه‌های امنیت ملی اعمال نمی‌شود.
این مؤسسه زیر نظر وزارت بازرگانی ایالات متحده آمریکا کار می‌کند و هدف از آن:
انگیزش نوآوری و رقابت صنعتی به وسیله پیشبرد علوم سنجشی و فناوری در آمریکا به‌گونه‌ای است که امنیت اقتصادی را ارتقاء بخشیده و سطح کیفیت زندگی را افزایش دهد.

## نگارخانه

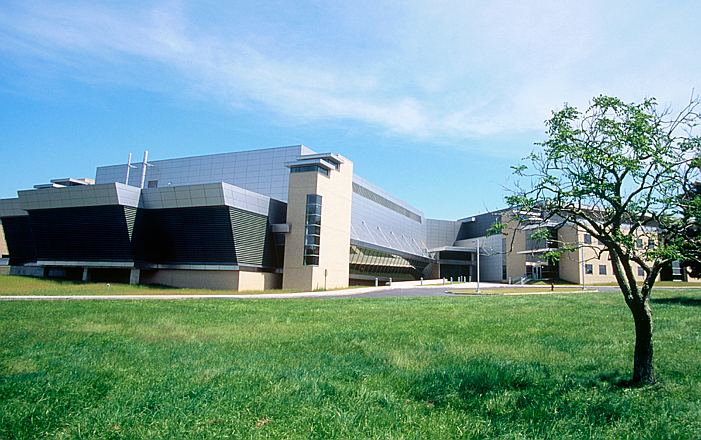
آزمایشگاه اندازه‌گیری پیشرفته در گیترزبرگ، مریلند
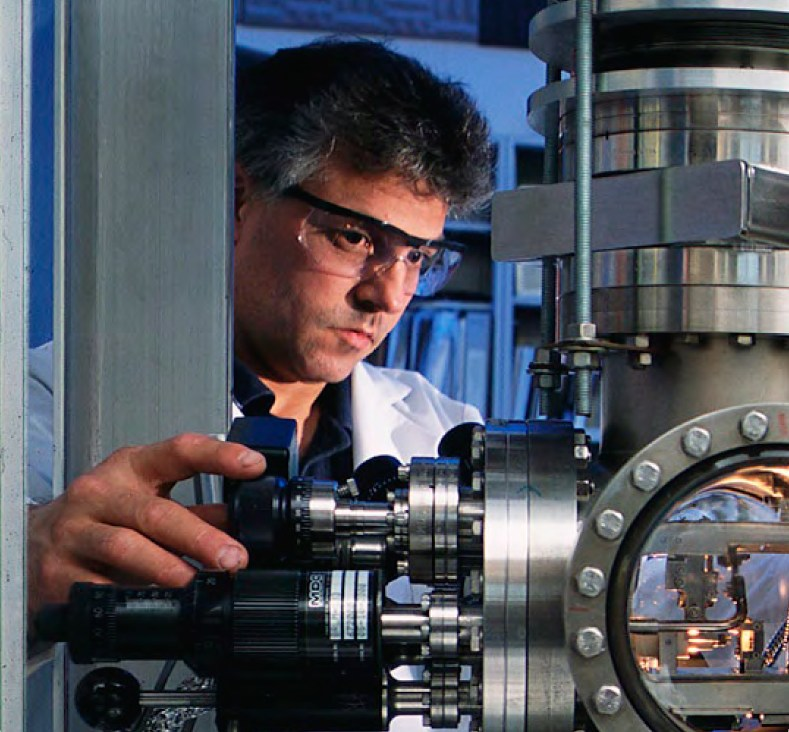
پژوهش نانومترولوژی
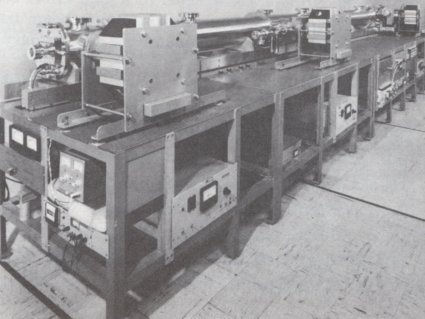
یک ساعت اتمی در سال ۱۹۷۲